# Cantonul Mugron
Cantonul Mugron este un canton din arondismentul Dax, departamentul Landes, regiunea Aquitania, Franța.

## Comune
| Comune      | Populație (1999) | Cod poștal | Cod INSEE |
| ----------- | ---------------- | ---------- | --------- |
| Baigts      | 345              | 40380      | 40023     |
| Bergouey    | 117              | 40250      | 40038     |
| Caupenne    | 398              | 40250      | 40078     |
| Doazit      | 931              | 40700      | 40089     |
| Hauriet     | 242              | 40250      | 40121     |
| Lahosse     | 267              | 40250      | 40141     |
| Larbey      | 242              | 40250      | 40144     |
| Laurède     | 357              | 40250      | 40147     |
| Maylis      | 334              | 40250      | 40177     |
| Mugron      | 1 390            | 40250      | 40201     |
| Nerbis      | 240              | 40250      | 40204     |
| Saint-Aubin | 484              | 40250      | 40249     |
| Toulouzette | 273              | 40250      | 40318     |